# Tschingellochtighorn
Tschingellochtighorn – szczyt w Alpach Berneńskich, części Alp Zachodnich. Leży w Szwajcarii, w kantonie Berno, blisko granicy z kantonem Valais. Szczyt najdogodniej jest atakować z Adelboden przez Engstligenalp lub z górskiego hotelu Schwarenbach (2061 m n.p.m.)
Pierwszego odnotowanego wejścia dokonali Dr. Panchaud, J. Martin, A. Müller i G. Müller w 1903 r.